# Eduardo Corona
Eduardo Corona (Porto Alegre, 1921 – São Paulo, 2001) foi um arquiteto e professor brasileiro.
Filho e neto de arquitetos espanhóis famosos, respectivamente Fernando Corona e Jesús Maria Corona que se estabeleceram no Rio Grande do Sul. É irmão do também arquiteto Luís Fernando Corona que projetou o projeto do Palácio da Justiça de Porto Alegre.
Formado em 1946 na Faculdade Nacional de Arquitetura da Universidade do Brasil. Estagiou e trabalhou no escritório de Oscar Niemeyer de 1945 a 1949, onde participou do detalhamento do Conjunto Arquitetônico da Pampulha, em especial da igreja de São Francisco de Assis; do projeto do prédio do Banco Boavista, no Rio de Janeiro; e do projeto do Instituto Tecnológico de Aeronáutica, em São José dos Campos.
Foi Secretario Geral do Instituto de Arquitetos do Brasil e responsável direto pela realização, em Porto Alegre, do II Congresso Brasileiro de Arquitetos, em 1948.
Em 1949 iniciou sua carreira de professor na Faculdade de Arquitetura e Urbanismo da Universidade de São Paulo onde permaneceu até seu falecimento, em 2001.
Projetou, em colaboração com Adolpho Rubio Morales, o prédio da Rádio e Televisão Bandeirantes em São Paulo, em 1961. Seus principais projetos são o Planetário do Ibirapuera (1954) e o edifício dos cursos de história e geografia da Faculdade de Filosofia, Letras e Ciências Humanas da Universidade de São Paulo (1961).

## Obras
- Dicionário da arquitetura brasileira (1972), em colaboração com Carlos Lemos[3]
- Oscar Niemeyer: uma lição de arquitetura (2001)[3]